# Herfsttijloos
De herfsttijloos (Colchicum autumnale, synoniem: Colchicum multiflorum) is een plant uit de herfsttijloosfamilie (Colchicaceae). De soort stamt uit West-Azië en het Middellandse Zeegebied, maar komt nu in geheel Europa voor, met uitzondering van het noorden. De plant komt vooral voor in bossen, langs duinpaden en in vochtige weilanden. De soort is in Nederland zeldzaam in het wild en sinds 1950 met 25-50 % in aantal teruggelopen. Hij staat op de Nederlandse Rode lijst als kwetsbaar. In Nederland is de plant sinds 1 januari 2017 niet meer wettelijk beschermd. In België is de herfsttijloos plaatselijk algemeen in het zuiden en zuidoosten en zeldzaam in de rest van het land.
De Nederlandse naam slaat op het nog geen bladeren hebben bij de bloei. De plant is giftig, ook voor dieren en mag dan ook niet door dieren gegeten worden. Het is een bolgewas waarvan de bloem lijkt op die van een krokus. De plant bloeit in de herfst, maar de bladeren en vruchten komen pas in het voorjaar tevoorschijn. Herfsttijloos kan gebruikt worden als droogbloeier, wat wil zeggen dat de bol tijdens de bloei geen water opneemt en geen wortels en bladeren vormt.
De bloem heeft drie stijlen en zes meeldraden en onderscheidt zich op deze wijze van de krokus, die drie meeldraden heeft. De stempels zijn gebogen en lopen af op de stijlen. Drie meeldraden zijn hoger geplaatst dan de drie andere.
De meest gekweekte herfsttijloos is de oosterse hybride Colchicum ×byzantinum, die veel meer en grotere bloemen heeft.

## Toepassingen
In de volksgeneeskunde werd de plant gebruikt tegen geelzucht. In de Middeleeuwen werd de plant gezien als een toverkruid. Het dragen van de knol zou bescherming bieden tegen tandpijn en tegen de pest.

### Colchicine
De herfsttijloos bevat op basis van de massa aan droge stof ('drooggewicht') zowel in de knol als in de bloemen en zaden 0,3-1,2% colchicine. In hogere dosering is colchicine een sterk vergif. Voor kinderen wordt de dodelijke dosis geschat op circa 20 mg. Eén zaad bevat ongeveer 4 mg colchicine.
Colchicine, een alkaloïde, is een heel oud ontstekingsremmend middel dat goed tegen jicht werkt. De therapeutische breedte hiervan is echter gering. Er is dus maar een klein verschil tussen een werkzame en een giftige dosering. Ook werd de stof vroeger bij de behandeling van kanker gebruikt. Sporadisch wordt hiervoor nu alleen nog de afgeleide stof demecolcine gebruikt.
Colchicine wordt nog regelmatig gebruikt bij de behandeling van hartziekten, vooral om recidive van acute pericarditis te voorkomen.
In de plantenveredeling wordt colchicine gebruikt voor het verdubbelen van het aantal chromosomen. Op deze manier werden vooral in het verleden tetraploïde planten ontwikkeld, zoals tetraploïd Engels raaigras (Lolium perenne), dat gebruikt wordt voor de inzaai van weiland.

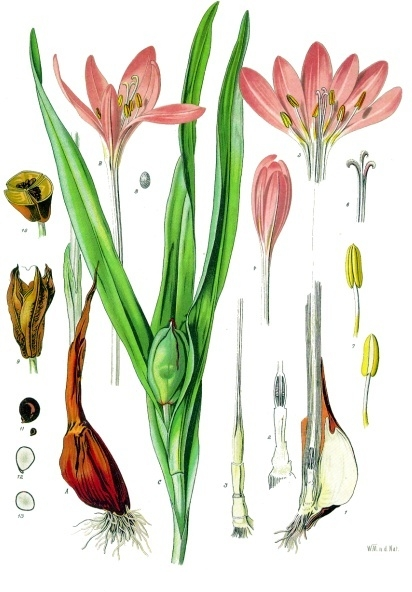
Hersttijloos in Köhler's Medizinal-Pflanzen
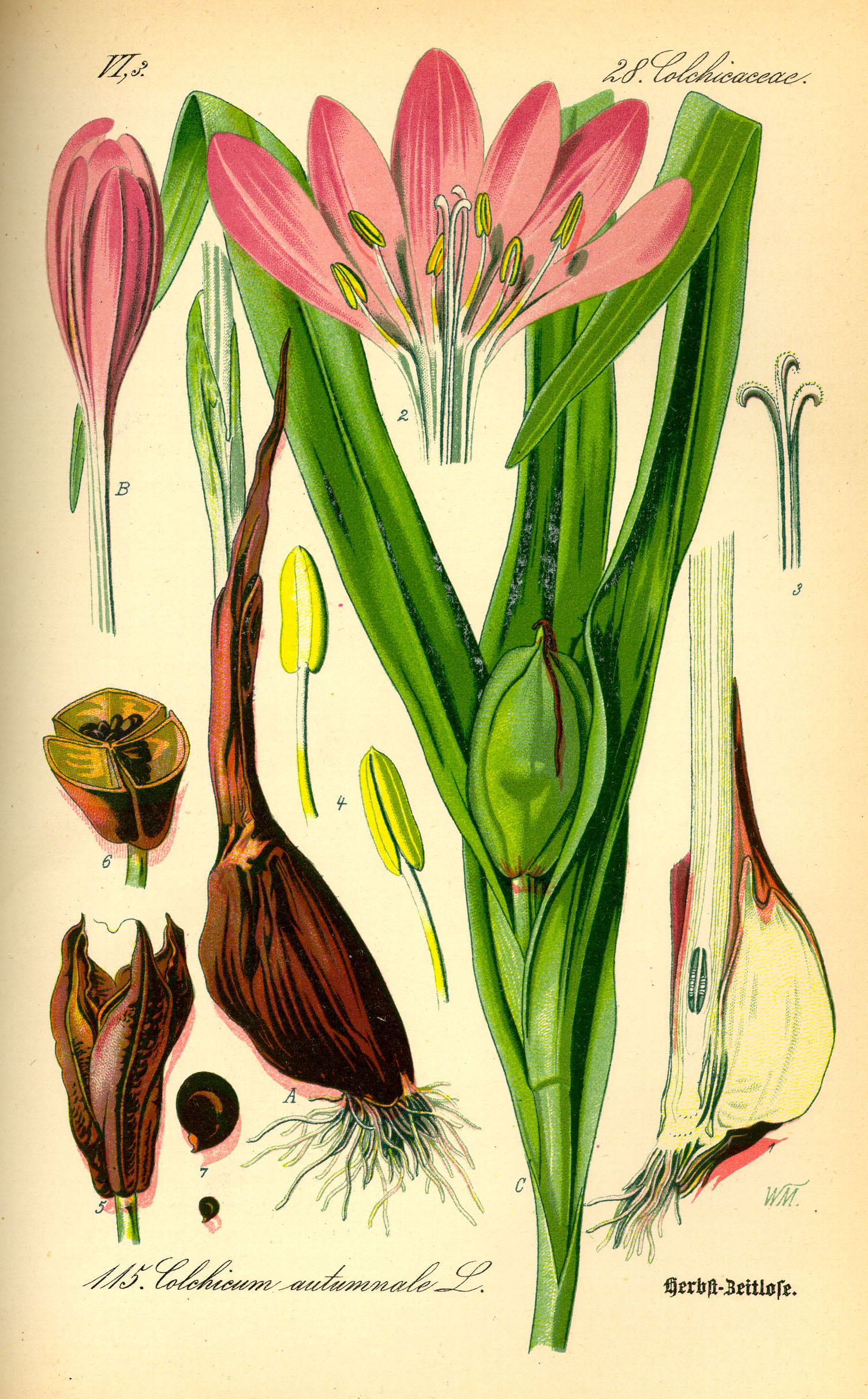
Herfsttijloos
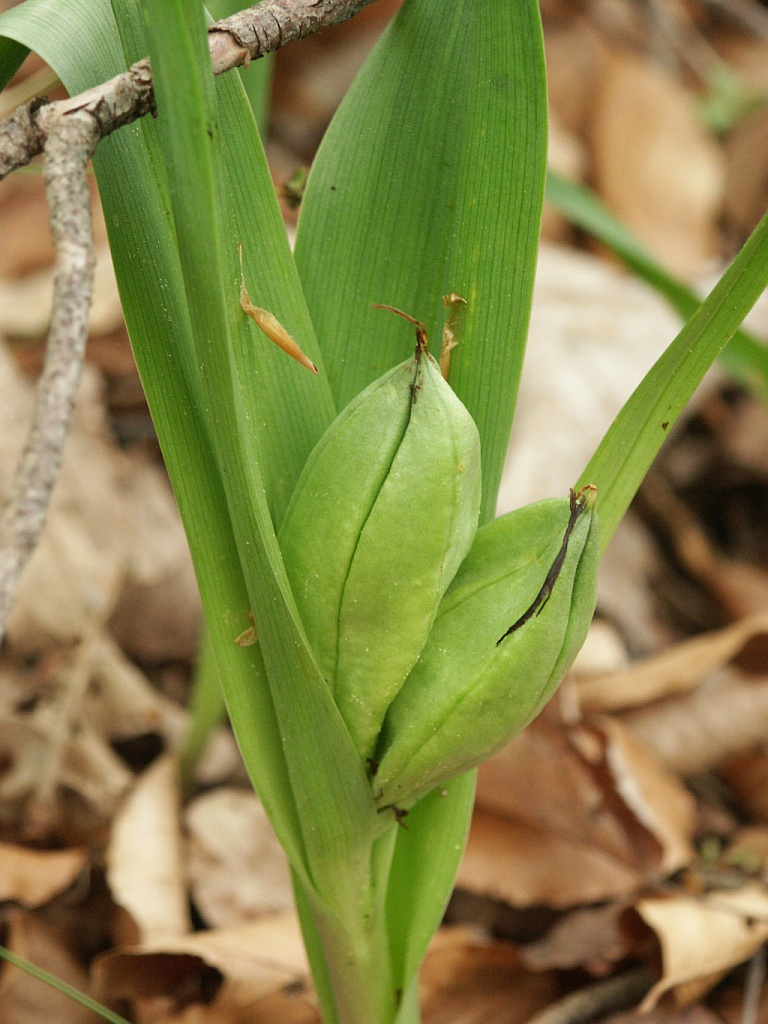
zaaddozen van herfsttijloos
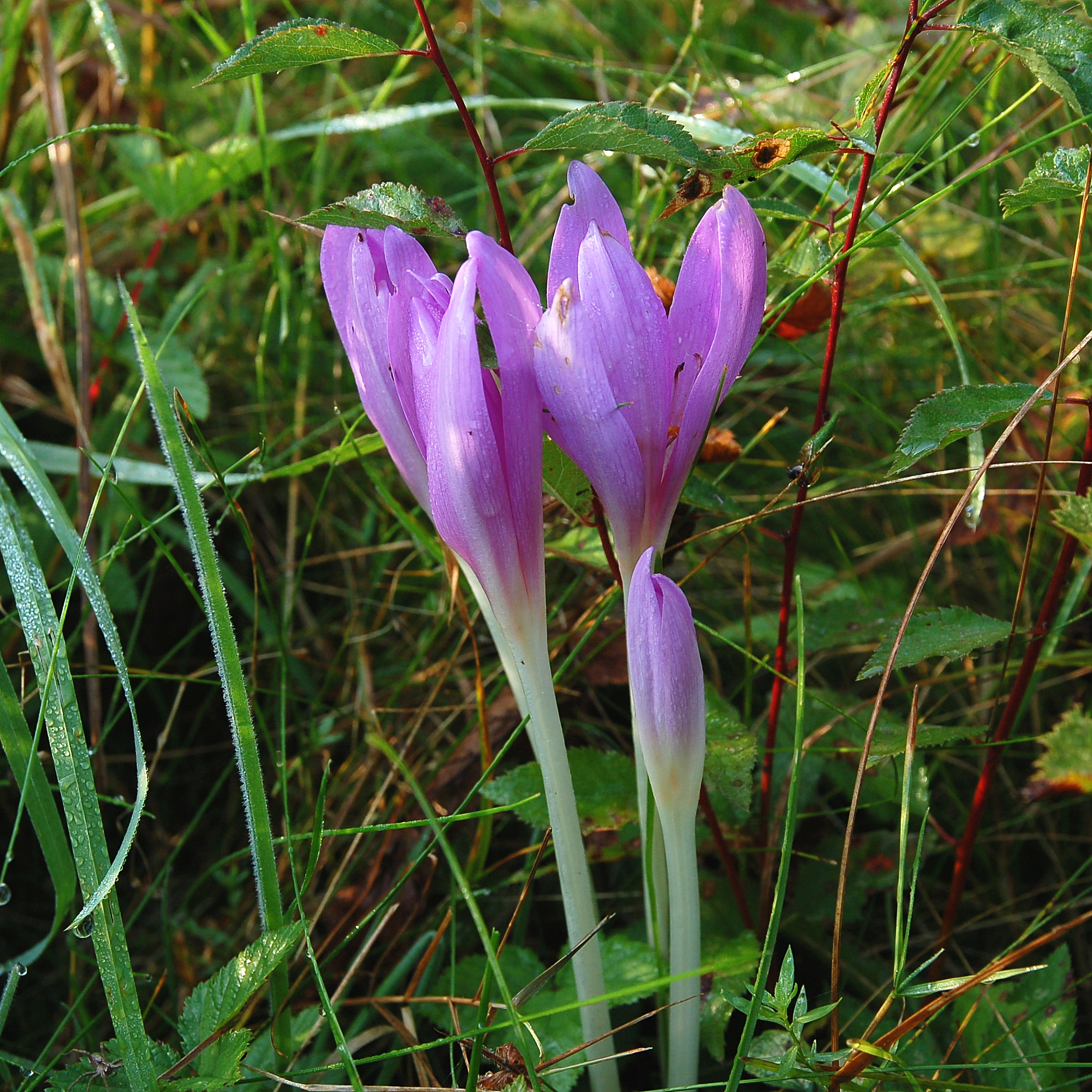

... · 
C. alpinum (Alpentijloos) · 
C. autumnale (Herfsttijloos) · 
C. bulbocodium · 
C. ×byzantinum (Droogbloeier) · 
...